# Mathurin Nago
Мathurin Coffi Nago – beniński polityk, przewodniczący Zgromadzenia Narodowego Republiki Beninu od 2007 do 2015 roku. Wcześniej był ministrem szkolnictwa wyższego i kształcenia zawodowego od 2006 do 2007 roku.

## Kariera polityczna
Jako kandydat Sojuszu na rzecz Demokracji i Narodowej Solidarności, Nago został wybrany do Zgromadzenia Narodowego w wyborach parlamentarnych w 1995 roku. Zasiadał w Zgromadzeniu Narodowym do końca parlamentarnej kadencji w 1999 roku i w tym okresie był członkiem komisji planowania, sprzętu i produkcji. Był także dziekanem wydziału nauk rolniczych w Beninie. Został mianowany ministrem szkolnictwa wyższego i kształcenia zawodowego w kwietniu 2006 roku w składzie pierwszego rządu prezydenta Yayi Boni. Przyłączył się do Forces Cauris pour un Bénin Émergent (FCBE), która poparła Boniego w wyborach parlamentarnych w marcu 2007 roku, i został ponownie wybrany do Zgromadzenia Narodowego. Później, 3 maja 2007 roku, został wybrany jego Przewodniczącym; otrzymał 45 głosów, przeciwko 34 dla Bruno Аmoussou. Nago miał miesiąc na wybór pomiędzy stanowiskiem w rządzie, a zasiadaniem w Zgromadzeniu Narodowym i w końcu wraz z czterema innymi ministrami, którzy zostali wybrani do Zgromadzenia, odszedł z rządu, zgodnie z instrukcjami wydanymi przez Boniego.
Nago został wybrany na prezesa Unii na rzecz Postępu i Demokracji (UPD-Gamesu) na pierwszym zwyczajnym zjeździe partii 18 sierpnia 2007 roku.
Nago ponownie dostał się do Zgromadzenia Narodowego w wyborach parlamentarnych w marcu 2011 roku jako kandydat FCBE, Został ponownie wybrany Przewodniczącym Zgromadzenia Narodowego 21 maja 2011 roku. Było 60 głosów na rzecz jego kandydatury, dwa przeciw, a dwóch głosujących wstrzymało się od głosu.
Podczas sporu na temat ewentualnej zmiany Konstytucji Beninu, Nago odszedł z FCBE w lutym 2015 roku i 14 marca 2015 roku uruchomił nowy sojusz partyjny Zjednoczone Siły Demokratyczne (FDU), który zamierzał uczestniczyć w wyborach parlamentarnych w kwietniu 2015 roku. W wyborach, Nago został ponownie wybrany do Zgromadzenia Narodowego jako kandydat FDU w osiemnastym okręgu wyborczym. Podczas pierwszego posiedzenia Zgromadzenia w nowej kadencji  w nocy z 19 na 20 maja 2015 roku, lider opozycji Adrien Houngbédji został wybrany Przewodniczącym i objął urząd 22 maja, zastępując Nago.